# Михайлов Герман Леонідович
Герман Леонідович Михайлов (7 листопада 1929, місто Харків — 9 червня 1999, місто Харків) — радянський діяч, новатор виробництва, токар Харківського машинобудівного заводу імені Малишева. Член ЦК КПРС у 1971—1981 роках. Герой Соціалістичної Праці (28.07.1966).

## Біографія

Надгробок на 2-му міському кладовищі Харкова

У 1946—1949 роках — токар заводу Машино-ремонтного тресту в місті Харкові.
З 1949 року — токар механічного цеху Харківського паровозобудівного (з 1958 року — машинобудівного) заводу імені Малишева (пізніше — Харківський завод транспортного машинобудування імені Малишева, а з 1978 року — виробниче об'єднання «Завод імені Малишева»).
Денні завдання виконував на 200 %, здавав продукцію з першого разу, працював з особистим клеймом. Один з ініціаторів соціалістичного змагання «П'ятирічку — за 4 роки!».
Член КПРС з 1964 року.
Указом Президії Верховної Ради СРСР («закритим») від 28 липня 1966 року за видатні заслуги у виконанні плану 1959—1965 років і створення нової техніки Михайлову Герману Леонідовичу надано звання Героя Соціалістичної Праці з врученням ордена Леніна і золотої медалі «Серп і Молот».
У 1968 році закінчив 10 класів середньої школи робітничої молоді в місті Харкові.
У 1980-ті роки — секретар Харківської обласної ради професійних спілок.
Потім — на пенсії в місті Харкові.
Помер 9 червня 1999 року. Похований в Харкові на цвинтарі № 2.

## Нагороди і звання
- Герой Соціалістичної Праці (28.07.1966)
- орден Леніна (28.07.1966)
- орден Жовтневої Революції (15.09.1976)
- орден «Знак Пошани» (26.04.1971)
- медалі